# No sé si cortarme las venas o dejármelas largas
No sé si cortarme las venas o dejármelas largas és una pel·lícula mexicana de 2013, de gènere comèdia dirigida per Manolo Caro i protagonitzada per Raúl Méndez, Ludwika Taujana, Luis Ernesto Franco, Luis Gerardo Méndez, i Zuria Vega, en els papers principals.

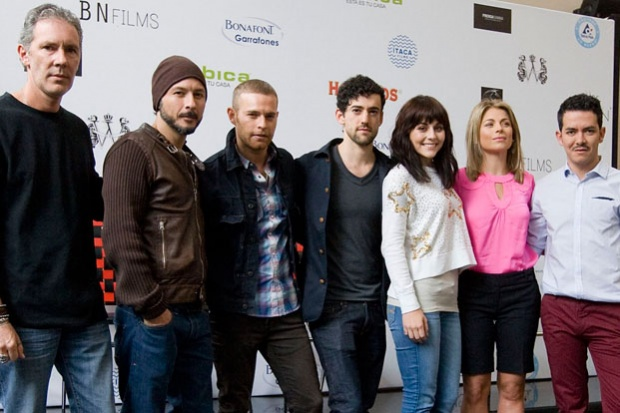

Basada en la posada en escena homònima, aquesta pel·lícula mexicana és un interessant experiment cinematogràfic que porta amb si alguns vicis del teatre. Enmig del caos de la ciutat de Mèxic, en un edifici, viuen Julia (Zuria Vega) i Lucas (Luis Gerardo Méndez), Aarón (Raúl Méndez) i Nora (Ludwika Taujana). Aquests viuen vides de somnis destrossats i aixafats, però viuen en pau. Tot canvia quan Félix (Luis Ernesto Franco) es muda al departament vacant, procedent del seu poble de Jalostotitlán, Jalisco. Aquest tracta de conèixer els seus veïns i això canvia la dinàmica de les vides dels nostres personatges. Els veïns que prèviament no es coneixien comencen a perdre's en embolics, mentides i infidelitats.

## Trama
La pel·lícula inicia amb el fragorós soroll de dos trets, un per un possible homicidi i l'altre per suïcidi. El primer, perquè Nora (Ludwika Taujana) apunta amb una pistola al seu espòs Aarón (Raúl Méndez), a qui li reclama la seva infidelitat, i el segon perquè Félix (Luis Ernesto Franco) cau en depressió per mancar del suport de la seva núvia i no tornar a jugar futbol. A partir d'aquest moment la història es remunta vuit mesos abans.
Nora, Aarón, Julia (Zuria Vega), i Lucas (Luis Gerardo Méndez), són amics i veïns d'un edifici de la colònia Polanco. La primera parella formada per Nora i Aarón, és un matrimoni jove però fallit per les infidelitats d'ell, mentre que Julia, una aspirant a cantant, i Lucas, un dissenyador de modes, estan casats per conveniència per a ocultar a la família d'ell la seva homosexualitat. L'arribo d'un nou inquilí, Félix, un exfutbolista retirat a causa d'una lesió en una cama, arriba a trencar l'aparent tranquil·litat que regnava en l'immoble. El solitari nou resident -en constant depressió per l'abandó de la seva núvia- s'assabenta de les intimitats dels seus veïns i es torna el centre d'atenció de Lucas.
No sé si cortarme las venas o dejármelas largas es l'opera prima de Manolo Caro i està basada en l'obra de teatre homònima de l'autoria del mateix director. El film és una comèdia coral d'embolics que retrata els conflictes emocionals de dos matrimonis joves de classe mitjana alta, llastrats per un passat ombrívol i un present mancat de motivacions. Una trama trivial amb un lleuger argument en el qual s'amaguen diversos drames que es desenvolupen de manera superficial.

## Repartiment
- Ludwika Paleta com Nora.
- Luis Gerardo Méndez com Lucas.
- Zuria Vega com Julia.
- Raul Méndez  com Aarón.
- Luis Ernesto Franco com Félix.
- Rossy de Palma com Lola/Manuela "La española".
- Juan Pablo Medina com Botarga "La Flor".
- Anabel Ferreira com Mamá de Lucas.
- José María Yazpik com actor de telenovel·la.
- Cecilia Suárez com Actriu de telenovel·la.
- Federica García González como Actriu de Telenovel·la.
- Mariana Treviño como Carmela La Secretària.
- Erick Elias como Amigo d'Aarón.
- Marimar vega como xicota de Felix.
- Livia Brito como Teibolera.
- David Macias como Noia de mudança
- Africa Zavala como Noia de mudança.
- Ricardo Korkowski como Home.
- Jorge Mondragón Investigador.
- Pamela Reiter como Ana.
- Omar Ceballos como Amic de Serenata.

## Premis i nominacions
| Any  | Categoria                                          | Persona                                                                          | Resultat    |
| ---- | -------------------------------------------------- | -------------------------------------------------------------------------------- | ----------- |
| 2014 | Millor pel·lícula                                  | Millor pel·lícula                                                                | Nominada    |
| 2014 | Diosa de Plata Emilio “Indio” Fernández a director | Manolo Caro                                                                      | Nominat     |
| 2014 | Diosa De Plata “Maria Felix” a Actriu              | Ludwika Paleta                                                                   | Guanyadora  |
| 2014 | Diosa de Plata a actor                             | Luis Gerardo Méndez                                                              | Nominat     |
| 2014 | Coactuació masculina                               | Raúl Méndez                                                                      | Nominat     |
| 2014 | Paper de quadre masculií                           | Jorge Mondragón                                                                  | Nominat     |
| 2014 | Diosa de Plata “Gabriel Figueroa” a fotografia     | Daniel Jacobs                                                                    | Nominat     |
| 2014 | Mejor guió                                         | Leticia López Margalli i Manolo Caro                                             | Guanyadores |
| 2014 | Diosa de Plata “Manuel Esperón” a música de fondo  | Javier Blake i Rodrigo Montfort                                                  | Guanyador   |
| 2014 | Cançó per cinema                                   | Cuenta hasta 10 Autor Javier Blake, Intèrprets Natalia Lafourcade i Javier Blake | Nominat     |

Premis Bravo
| Any  | Categoria          | Nominada        | Resultat   |
| ---- | ------------------ | --------------- | ---------- |
| 2013 | Revelació Femenina | Ludwika Taujana | Guanyadora |